# Vic-la-Gardiole
Vic-la-Gardiole là một commune thuộc tỉnh Hérault trong vùng Occitanie ở phía nam nước Pháp.